# حنور مخطط
حِنَّوْر مخطط أو كولي مخطط (الاسم العلمي: Colius striatus) (بالإنجليزية: Speckled Mousebird)‏ هو نوع من الطيور يتبع جنس الكولي من فصيلة الكوليات.